# Condado de Allen (Kentucky)
El condado de Allen o en inglés Allen County, fundado en 1815, es un condado del estado estadounidense de Kentucky. En el año 2000 tenía una población de 17.800 habitantes. La sede del condado es Scottsville.. El condado lleva el nombre del Coronel John Allen, quien fue asesinado en la Batalla de Frenchtown, Míchigan, durante la guerra de 1812. Se formó en 1815 a partir de lugares de los condados de Barren de Warren.